# Bukavu
Bukavu a Kongói Demokratikus Köztársaság Dél-Kivu tartományának fővárosa. A város a Kivu-tó délkeleti végén fekszik a ruandai Cyangugutól nyugatra, melytől a Ruzizi-folyó választja el. 2012-es becslés alapján kb 700 ezer ember lakja.

## Története
Bukavut 1901-ben alapították a belga gyarmati hatóságok. Alapításkori neve Costermansville (hollandul Costermansstad) volt, melyet csak 1966-ban változtattak jelenlegi nevére. A gyarmati időszakban nagy számú európai lakosa volt. A városban élőket a szubtrópusi klíma (a Kivu-tó a tengerszint felett 1500 m magasan fekszik) és a tó festői elhelyezkedése vonzotta. Bukavu öt félszigeten épült, emiatt „tóba merített zöld kézként” jellemezték. Sok, gyarmati időben épült villa kertje egészen a tó partjáig nyúlik le. Ezzel éles ellentétben Kadutu, az átlagemberek lakónegyede a szárazföldi oldalon, a hegyoldalban épült. A környező hegyek magassága eléri a 2000 métert.
A város korábban az egész Kivu-régió adminisztratív központja volt, Goma város fejlődésével azonban státuszának egy részét elvesztette.
A ruandai népirtást követően hutu menekültek és a korábbi, hutu-vezetésű kormány számos tagja menekült el Ruandából. A Goma és Bukavu környéki menekülttáborok az új tuszi vezetésű ruandai kormány elleni hutu lázadás központjaivá váltak. Ennek következtében, 1996 novemberében, az első kongói háború kezdetén, a ruandai kormány erői megtámadták a hutu táborokat és a lázadásokat engedélyező akkori zaire-i kormány erőit. A ruandai kormány támogatta a Laurent Kabila által vezetett zaire-i lázadókat, a lázadás megdöntötte a kinshasai kormányt. Később Kabila viszonya megromlott a ruandai kormánnyal, és ez – más eseményekkel együtt – a második kongói háborúhoz vezetett. Ruanda a lázadó Rally for Congolese Democracy (RCD) szervezetet támogatta Kabilával szemben. Az RCD tagjai között többségben voltak a tuszik szövetségesei, a banyamulenge népcsoport tagjai. Bukavuban, különösen 2004 folyamán szórványos harcok folytak az RCD és a kormányerők közt.
2004. június 3-án, több kongói város tüntetői az utcára vonultak, hogy tüntessenek az Egyesült Nemzetek Szervezete ellen, mely képtelen volt megakadályozni, hogy Bukavu a ruandai támogatású, Laurent Nkunda által vezetett RCD erők kezére kerüljön. Miután Nkunda tábornok azt üzente fegyvereseinek: „a város három napig tiétek”, mintegy 16 000 nőt erőszakoltak meg egyetlen hétvége alatt. 2007 szeptemberében Nkunda, akit korábban meggyőztek, hogy sorakozzon fel a háborúnak véget vető békeegyezmények mögé, és egyesítse csapatait a kongói kormánycsapatokkal, ismét fellázadt és Gomától északra támadni kezdte a kormánycsapatokat.

## Közlekedés

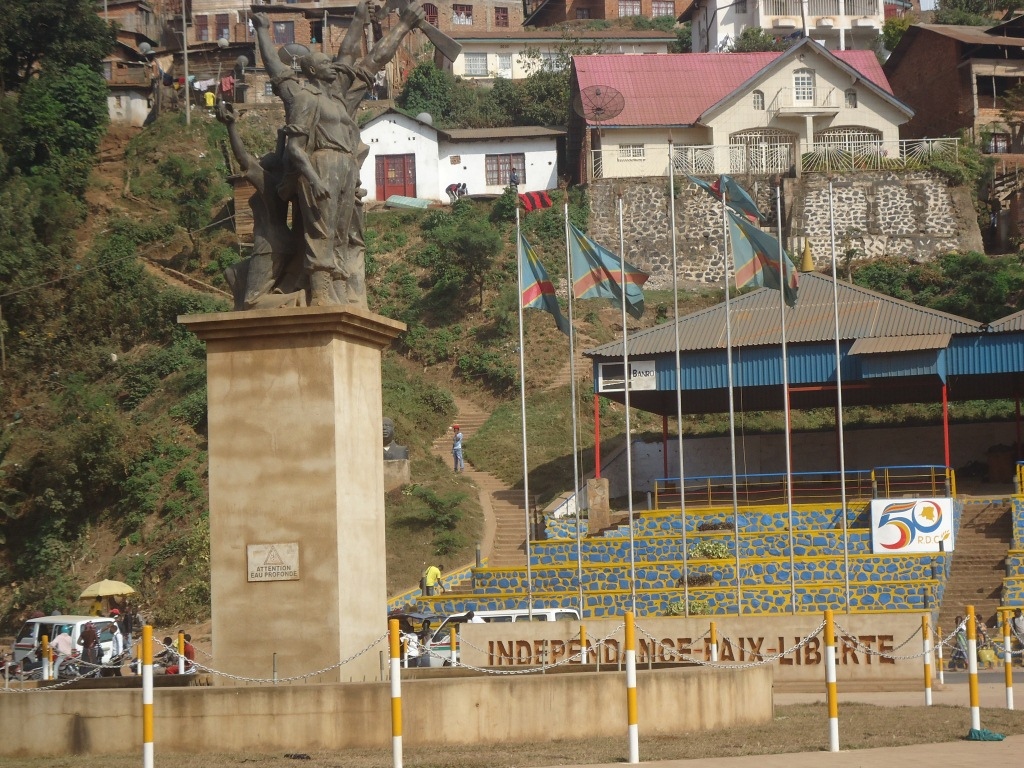
Függetlenség tér

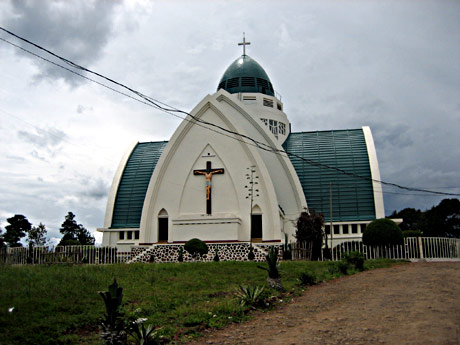
A Notre Dame de la Paix székesegyház

Bukavu fontos közlekedési csomópont és a Kongói Demokratikus Köztársaság keleti részének kapuja volt, de a háborúk következtében az úthálózat tönkrement, és a Gomába, Kisanganiba és más városokba vezető utakat nem állították teljesen helyre. Gomához hasonlóan, a Kelet-afrikai burkolt úthálózat közelsége, és a Lagos-Mombasa-főút keleti, üzemelő szakasza révén a város más kongói városoknál hamarabb talpra állhat. Bukavunak a Tanganyika-tó partján fekvő Bujumbura és Kalundu-Uvira kikötőihez való közelsége további előnyt jelent, mivel innen jól elérhető a Dar es Salaamba vezető kigomai, és a Katangába vezető kalemie-i vasútvonal (bár ez utóbbi jelentős felújításra szorul).
Bukavuban a tóparton számos rakpart található, a jól járható utak hiányában a hajó az általánosan használt közlekedési eszköz.
A várostól 30 km-re északra fekszik a Kavumu Airport (ICAO: FZMA, IATA:BKY).

## Gazdaság
A városban működik a Pharmakina gyógyszergyár, melyben malária elleni (kinin) és AIDS elleni (Afri-vir generikum) gyógyszert gyártanak. A gyárnak 2005-ben 740 állandó és mintegy 1000 alkalmi dolgozója volt. A gyógyszergyár a város egyik legnagyobb munkaadója. Bukavu legnagyobb gyára a helyi sört előállító serfőzde, a Bralima, ahol a helyiek által jól ismert Primus sör készül.

## Körzeti felosztása
- Bagira
- Ibanda
- Kadutu
- Kasha

## Természeti veszélyek
Bár Bukavut, Gomától eltérően nem fenyegetik a vulkánkitörések, a Kivu-tó limnikus kitörései rá nézve is ugyanolyan veszélyt jelentenek. A limnikus kitörésben a tó vizében oldott hatalmas mennyiségű szén-dioxid és metángáz törhet ki, mely a környéken élő 2 millió ember életét veszélyeztetheti.

## Egyéb jellemzők
A Kahuzi-Biéga Nemzeti Park, a keleti síkvidéki gorillák (Gorilla beringei graueri) egyik menhelye, a várostól nyugatra emelkedő hegységben található.